# Lars Tvede
Lars Tvede (født 26. februar 1957) er en dansk forfatter, serieiværksætter og finansmand.
Lars Tvede er kandidat i fødevareteknologi fra Landbohøjskolen, bachelor i International Business Management samt har en HD i udenrigshandel fra Copenhagen Business School.
Tvede har skrevet en lang række prisvindende bøger om kriseteori, entreprenørskab, børshandel, markedsføring og fremtiden. Hans bøger er oversat til 11 forskellige sprog.
Han er i bogen The Guru Guide to Marketing blevet opført, som værende blandt verdens 62 førende tænkere indenfor marketingsstrategi.
Tvede er dertil en liberal debattør og skribent på Altinget.dk.

## Privat
Han er bosat i Schweiz. Fra 2019 til 2021 var Tvede gift med Pernille Vermund, partiformand for Nye Borgerlige. Han har tidligere været gift og har to døtre. Den ene datter, Sophie Trelles-Tvede, er også iværksætter.